# Oltre (Croazia)
Oltre (in croato Preko) è un comune della Dalmazia nella regione zaratina. Si trova sull'isola di Ugliano e ne costituisce il capoluogo.

## Società

### Etnie e minoranze straniere
La grande maggioranza degli abitanti della cittadina è croata (87,65%). Sono presenti piccole minoranze di bosniaci, albanesi, sloveni, serbi e italiani.

### La presenza autoctona di italiani
È presente una piccola comunità di italiani autoctoni che rappresentano una minoranza residuale di quelle popolazioni italiane che abitarono per secoli la penisola dell'Istria e le coste e le isole del Quarnaro e della Dalmazia, territori che furono della Repubblica di Venezia. La presenza degli italiani a Oltre è drasticamente diminuita in seguito agli esodi che hanno seguito la prima e la seconda guerra mondiale.
Oggi a Oltre, secondo il censimento ufficiale croato del 2011, esiste una modestissima minoranza autoctona italiana; gli abitati che si sono dichiarati italiani sono 3, pari al 0,08% della popolazione complessiva; tuttavia vi sono ancora alcune famiglie che, pur non dichiarandosi ufficialmente italiane, conoscono e parlano italiano.

## Località
Il comune di Oltre è diviso in 8 insediamenti (naselja), di seguito elencati. Tra parentesi il toponimo in lingua italiana, generalmente desueto.
- Lukoran (Lucoran[5] o Lucorano[3][8])
- Poljana (Pogliana[2][5])
- Preko (Oltre[2][5]), sede comunale
- Ošljak [otok] (Scoglio Calogera[9])
- Rivanj [otok] (Rivani [isola] o Rivagn[10])
- Sestrunj (Sestrugno o Sestrugn[5])
- Sutomišćica (Sant'Eufemia[2][5])
- Ugljan (Ugliano[5][8])